# Karnin (Usedom)
Karnin ist ein Ortsteil der Stadt Usedom des Amtes Usedom-Süd im Landkreis Vorpommern-Greifswald in Mecklenburg-Vorpommern.

## Geografie
Der Ort liegt fünf Kilometer südwestlich der Stadt Usedom und elf Kilometer östlich von Anklam. Nachbarorte, die ebenfalls auf der Insel Usedom liegen, sind Zecherin und Kölpin im Nordwesten, Gneventhin im Norden, Gellenthin, Usedom und Wilhelmsfelde im Nordosten sowie Mönchow im Südosten. Auf dem Festland sind es Bugewitz, Rosenhagen und Kamp im Südwesten sowie Anklamer Fähre im Westen.Karnin liegt direkt am Strom zwischen dem Stettiner Haff und dem Peenestrom. Durch diese besondere Lage befindet sich am Hafen auch ein Zollamt. Ab dem 22. August 2021 verkehrt eine Elektro-Fähre, für Fußgänger und Fahrräder, täglich und stündlich in der Zeit von 10–17 Uhr zwischen Karnin und Kamp mit Winterpause bis 1. Mai 2022.

## Geschichte

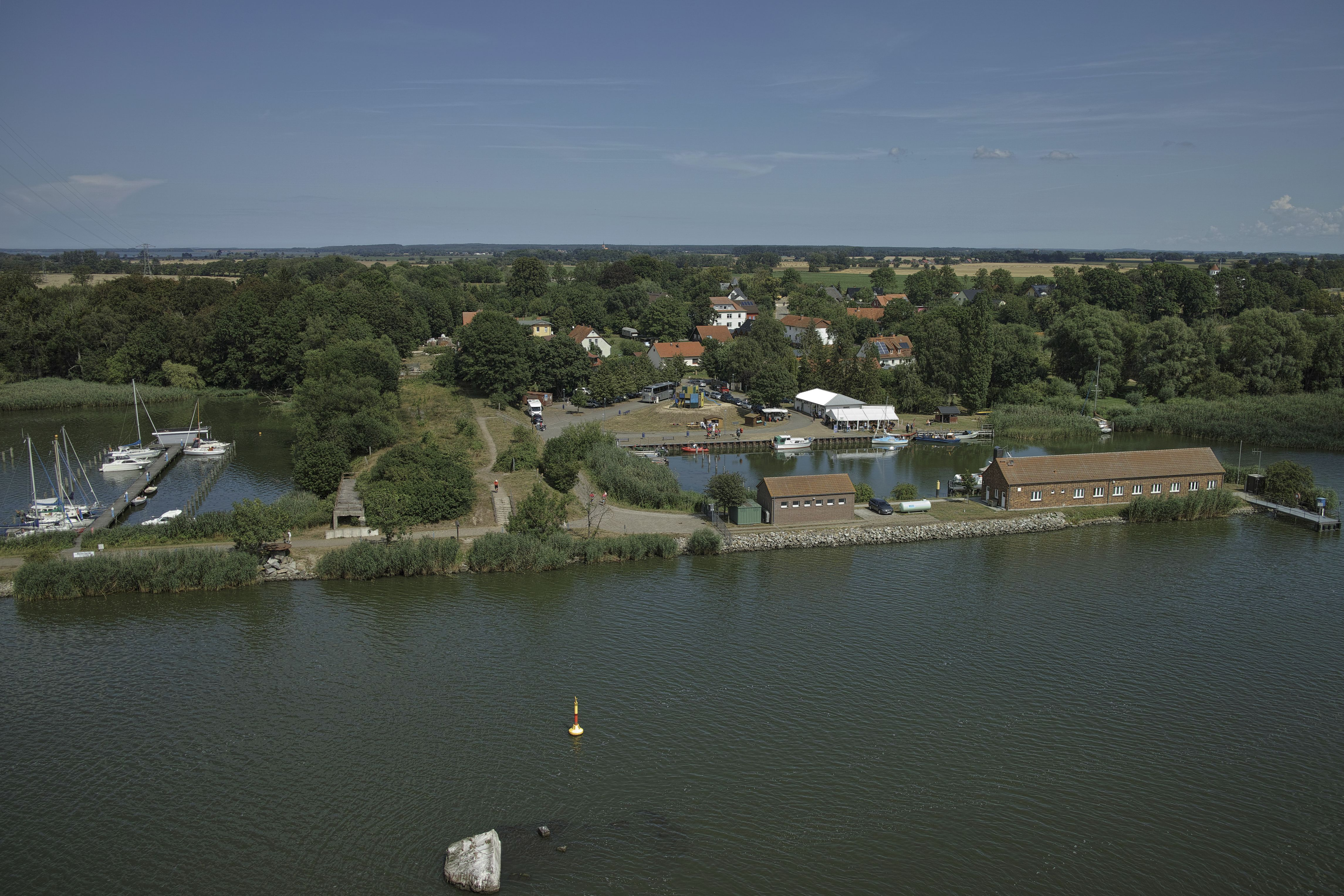
Karnin von der Hubbrücke aus gesehen beim Hafenfest 2019

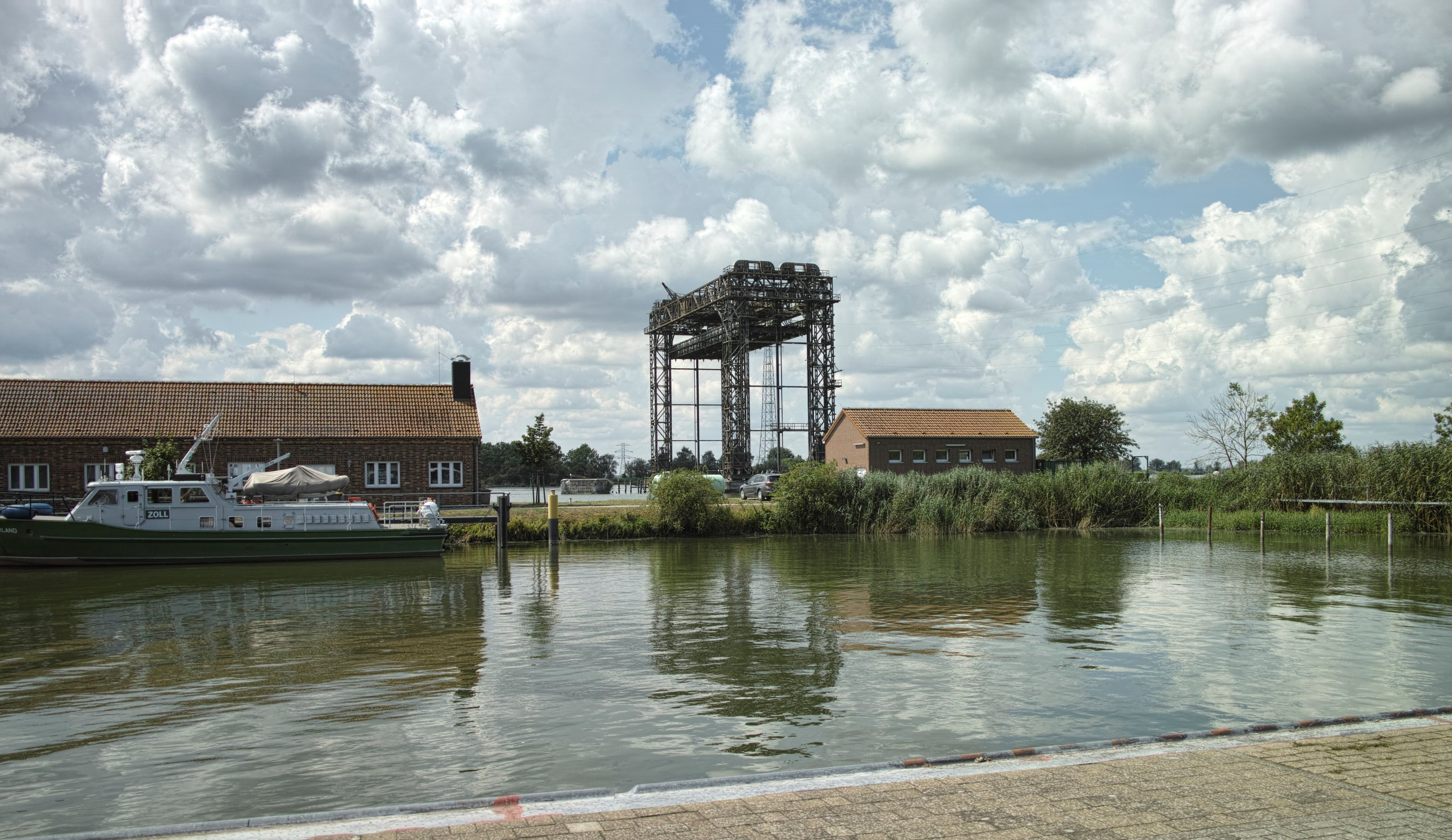
Karniner Brücke und Zollamt Ansicht vom Hafen Karnin aus

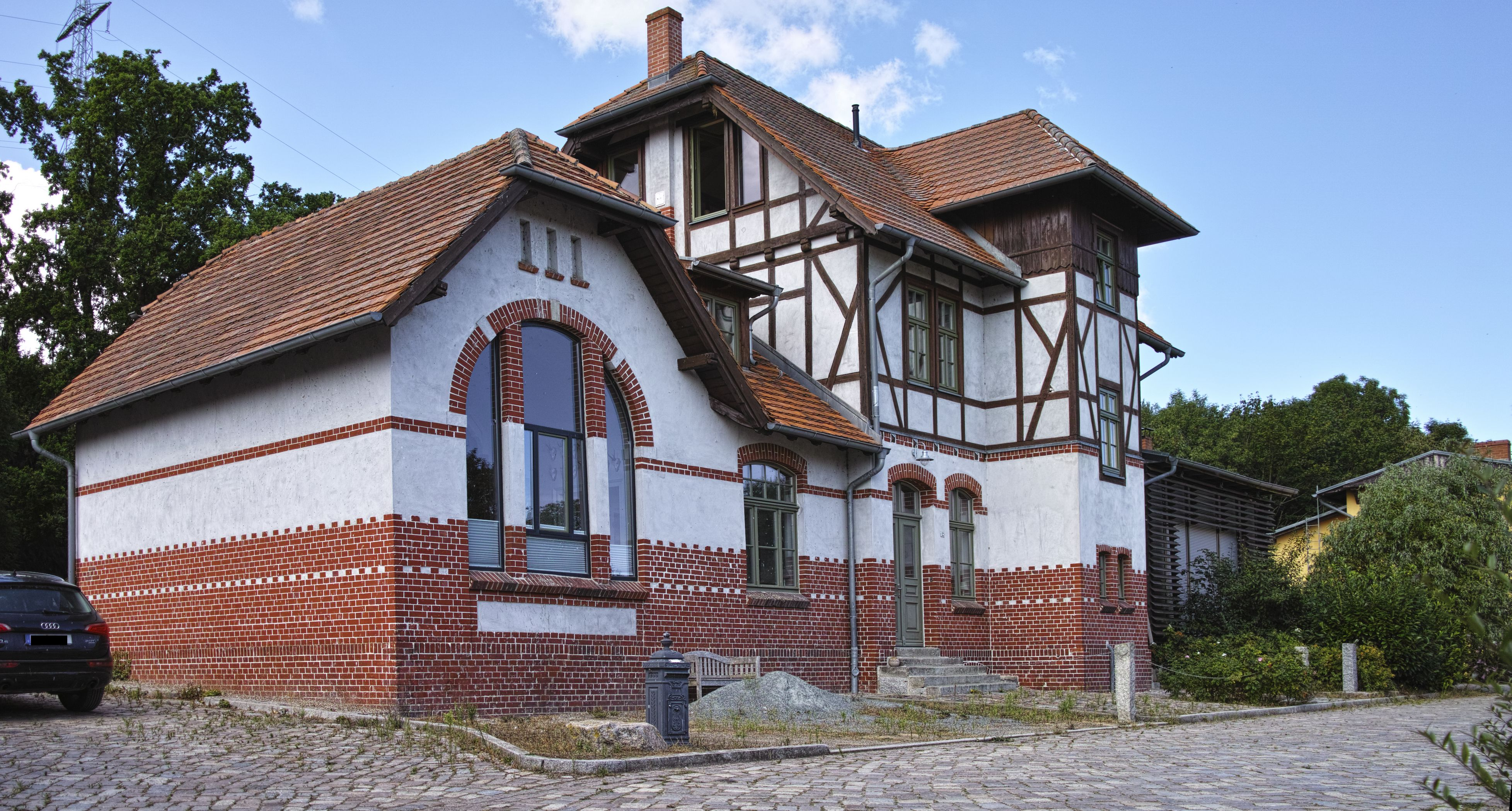
Straßenansicht des Empfangsgebäudes des ehemaligen Bahnhofs – heute ein Wohnhaus

Karnin wurde 1267 erstmals urkundlich als „Carnyn“ genannt. Der slawische Name wird als „kleiner Wuchs“ gedeutet.
Karnin war ein kleines und altes Fischer- und Fährdorf am Achterwasser. Die Fährverbindung ging von Kamp nach hier. Seit dem 13. Juni 2019 wurde der Betrieb der Personen- und Fahrradfähre bis auf unbestimmte Zeit aus Sicherheitsgründen eingestellt. Seit 22. August 2021 wird der Fährbetrieb durch eine Solar-Fähre wieder aufgenommen. Im Ort befanden sich eine Bock- und eine Holländerwindmühle, eine Ziegelei und ein noch als besonderes Hotel betriebener Lotsenturm.
Bei Karnin gab es einen Wohnplatz der 1835 „Sandford“ und 1920 „Sandfurt“ genannt wurde. Das wird durch das PUM (= Preußisches Urmesstischblatt) von 1835 und durch das Messtischblatt von 1920 belegt. Dass es dort tatsächlich eine Furt gab, ist kaum möglich, da der Peenestrom dafür zu tief war. Die Namensgebung bleibt unklar. In späteren Karten taucht der Begriff nicht mehr auf, der Wohnplatz ist nach Karnin integriert. Auch vorher war keine Trennung zwischen Karnin und Sandfurt erkennbar.
Wichtig wurde Karnin beim Bau der Bahnlinie von Ducherow nach Swinemünde. Die Ortslage wurde für die Querung der Engstelle zwischen dem Peenestrom und dem Achterwasser genutzt.
Bereits 1873 war der Brückenbau an der nur 500 Meter breiten Stelle des Peenestroms zwischen den Dörfern Kamp und Karnin gewählt. Um den Peenestrom auf 360 Meter einzuengen und somit Kosten für den Brückenbau zu sparen, wurden land- und inselseitig Dämme aufgeschüttet. Die zweiarmige Drehbrücke für den eingleisigen Verkehr wurde von 1874 bis 1876 erbaut und war schon frühzeitig aufgrund ihrer Größe gut sichtbar. Bis zum Jahre 1908 wurde die Brücke manuell angetrieben. Danach erfolgte die Mechanisierung der Drehteile. Ebenfalls in diesem Jahr erhielt sie die Freigabe für den zweigleisigen Verkehr. In den 1930er Jahren wurde der Mittelteil durch eine Hubbrücke mit Fahrstuhlantrieb ersetzt. Am 15. September 1933 weihte man die Hubbrücke Karnin ein und feierte sie als größte Hubbrücke Europas. Die Eisenbahnbrücke konnte eine Nutzlast von 115 Tonnen tragen und war nach dem Vorbild der Rotterdamer Königsbrücke erbaut worden. Auf Befehl der deutschen Wehrmacht kam es Ende April 1945 zur Zerstörung der Brücke. Der Fahrstuhl war hoch gefahren worden und der gesamte Hubteil wurde nicht gesprengt, um den noch im Achterwasser und Haff befindlichen deutschen Kampfschiffen die Flucht zu ermöglichen. Dadurch blieb der Hubteil erhalten und im Mai 1988 wurde er unter Denkmalschutz gestellt. Die Eisenbahnbrücke stellt eine beachtliche Ruine mitten im Peenestrom dar.
Im Dezember 2020 hat die Deutsche Bahn mit der Ermittlung eines Grundlagenplanes zur Reaktivierung der Bahnstrecke begonnen.
Erhalten blieb auch der Bahnhof Karnin, noch „Carnin“ geschrieben. Der Bahnhof wurde einst von einem Verein saniert und als Museum für die Hubbrücke sowie für die gesamte Bahnlinie ausgebaut. Das Museum existiert nicht mehr und das ehemalige Empfangsgebäude sowie das dazugehörige Gelände des Bahnhofs wird heute für private Zwecke genutzt.
Am 1. Juli 1950 wurden die bis dahin eigenständigen Gemeinden Gneventhin und Zecherin eingemeindet.